# خانه فریبرز برمونه
خانه فریبرز برمونه مربوط به سده‌های متاخر دوران‌های تاریخی پس از اسلام است و در شهرستان کهگیلویه، بخش چرام، دهستان چرام، روستای شیخ حسین واقع شده و این اثر در تاریخ ۱۶ دی ۱۳۸۷ با شمارهٔ ثبت ۲۴۴۷۸ به‌عنوان یکی از آثار ملی ایران به ثبت رسیده است.